# 台茶12號
台茶12號，別名金萱、27仔，由台灣茶葉改良場於1981年培育出的茶樹品種。試驗代號- 2027，父系為硬枝紅心，母系為「台農8號」，雜交後育種而成，茶業改良場成功育種的排列順序第12號。適製包種茶、台灣烏龍茶、台灣鐵觀音、紅茶等，屬中生種。金萱的採收量比青心大冇和青心烏龍高20%~50% 。名稱源於茶業改良場場主吳振鐸祖母的名字。

## 特性
樹型橫張型，葉型橢圓形，葉子肥厚、鮮嫩，茶葉色澤翠綠富光澤，芽綠中帶紫、茸毛，芽密度高，高量產，採摘期長，抗枝枯病。金萱茶有奶香味，同時又有花香味，奶香味以奶糖香為最佳，除了奶香味外，金萱茶絲綢般滑順的口感，讓整體茶滋味更具有牛奶香。

## 主要產地
主要產地在南投及嘉義，種植面積在穩定的增加中。由於樹勢強健，環境適應力強，產量高，因此全國各茶區均有種。